# Dedicato a te (Luciano Caldore)
Dedicato a te è il tredicesimo album del cantante napoletano Luciano Caldore, del 2010.

## Tracce
1. Sciglie tu - (con Gino Coppola)
2. Dimmi dimmi
3. Dedicato a te
4. Io ti amo
5. Nun ce crere
6. Io
7. La cercherò
8. Amo te
9. Fermati un istante
10. Amanti noi